# نی نی (بازیگر)
نی نی (چینی: 倪妮؛ زادهٔ ۸ اوت ۱۹۸۸) بازیگر زن اهل چین است که بیشتر برای ایفای نقش یو مُ در فیلم گل‌های جنگ به کارگردانی جانگ ییمو در سال ۲۰۱۱  و لینگ شی در سریال تلویزیونی عشق و سرنوشت در سال ۲۰۱۹ شناخته می‌شود.
او یکی از چهار هنرپیشه زن دان در سال ۲۰۱۳ میلادی بود.

## تاییدیه تبلیغاتی
از سال ۲۰۱۱ ، نی نی سفیر جاگر لیکولتر در چین شد.  از سال ۲۰۱۴ تا ۲۰۱۹ ، نی نی به عنوان سفیر جهانی SK-II معرفی شد.
از ۲۰۱۷ تا ۲۰۱۹ سفیر جهانی برند جواهرات تیفانی اند کو. بود.
از سال ۲۰۱۷ ، نی به عنوان سفیر رسمی برند گوچی انتخاب شد و از سال ۲۰۱۹ ، سفیر جهانی عینک گوچی شد.

## فیلم
| سال  | نام              | نقش          |
| ---- | ---------------- | ------------ |
| ۲۰۱۱ | گل‌های جنگ        | یو مُ         |
| ۲۰۱۶ | جنگ‌جویان دروازه  | سو لین       |
| ۲۰۲۱ | ۱۹۲۱             | وانگ هویی وو |
| ۲۰۲۲ | گمشده در ستاره‌ها | چن مای       |